# Lood-zilver-zinkmijn van Tarnowskie Góry
De lood-zilver-zinkmijn van Tarnowskie Góry is een mijn in Opper-Silezië in het zuiden van Polen, nabij de stad Tarnowskie Góry. Samen met het hele waterbeheersysteem is de mijn in 2017 verkozen tot een werelderfgoed. De mijn ligt in een van de belangrijkste mijngebieden van Centraal-Europa; het gebied rond Tarnowskie Góry zorgt voor een significant gedeelte van de productie van lood en zink.
Het grootste gedeelte van de site bevindt zich onder de grond, maar boven de grond bevinden zich nog de overblijfselen van het stoompompstation uit de negentiende eeuw. Hiermee werd water uit de mijn gepompt. Al drie eeuwen is men bezig geweest om dit water uit de mijn te krijgen, wat hierna beschikbaar werd gesteld voor gebruik voor de steden en industrie in de omgeving.
- Virtual International Authority File: 311352409

Historisch centrum van Krakau · Koninklijke Wieliczka- en Bochnia-zoutmijnen · Auschwitz-Birkenau: Duits naziconcentratie- en -vernietigingskamp · Woud van Białowieża · Historisch centrum van Warschau · Oude stad Zamość · Middeleeuwse stad Toruń · Kasteel van de Duitse ridderorde in Malbork · Kalwaria Zebrzydowska: maniëristisch architectuur-en parklandschapcomplex en bedevaartspark · Vredeskerken in Jawor en Świdnica · Houten kerken van zuidelijk Małopolska · Muskauer Park / Park Muzakowski · Hala Stulecia in Wrocław · Houten tserkva's van de Karpaten in Polen en Oekraïne· Lood-zilver-zinkmijn van Tarnowskie Góry en haar ondergrondse waterbeheersysteem · Prehistorische mijnstreek van gestreepte vuursteen van Krzemionki · Oude en voorhistorische beukenbossen van de Karpaten en andere regio's van Europa